# Rally Rías Baixas de 2013
El Rally Rías Baixas de 2013 fue la 49.ª edición y la tercera ronda de la temporada 2013 del Campeonato de España de Rally. Se celebró del 31 de mayo al 2 de junio y contó con un itinerario de diez tramos sobre asfalto que sumaban un total de 160,96 km cronometrados.
La lista de inscritos estaba compuesta por sesenta pilotos entre los que destacaban: Luis Monzón que llegaba líder a la cita, después de las victorias logradas en las dos primeras pruebas, Canarias y Cantabria, Alberto Meira ganador de la edición anterior y segundo en la clasificación del campeonato, Xavi Pons tercero en el certamen, Miguel Ángel Fuster y Sergio Vallejo, los tres con sendos Porsche 997 GT3 que optaban a la victoria debido a la superioridad de los GT's en la prueba. Estuvieron presentes también los pilotos de Suzuki, Joan Vinyes y Gorka Antxustegui, el piloto de Renault, Joan Carchat y Víctor Senra que fue tercero en 2012. En la lista de inscritos también figuraba Enrique García Ojeda con el Citroën DS3 R3T pero causó baja en el último momento al no tener su vehículo reparado tras el accidente sufrido en el Rally de Cantabria.
A pesar del buen inicio de carrera de Luis Monzón que lideró la carrera el primer día, sufrió un pinchazo en el quinto tramo que le hizo perder más de cinco minutos, sin embargo remontó hasta la sexta posición y sumó unos puntos que le permitieron conservar el liderato del campeonato de España. Tras los problemas de Monzón, Alberto Meira se puso en cabeza hasta el octavo tramo donde sufrió una salida de pista que le causó algunos daños a su Mitsubishi, sin embargo continuó en carrera y pudo terminar en la segunda posición. El error de Meira permitió que Sergio Vallejo con su Porsche 997 GT3 se pusiera en cabeza y se llevara la victoria en una prueba que no ganaba desde 1996. El podio lo completó Miguel Fuster y a continuación le siguieron Víctor Senra, que fue cuarto y primero de la Mitsubishi Evo Cup y Alejandro Pais, quinto y primero en el Grupo N.

## Itinerario
| Día              | Tramo | Nombre       | Distancia | Hora  | Ganador        | Tiempo  | Vel. media  | Líder rally    |
| ---------------- | ----- | ------------ | --------- | ----- | -------------- | ------- | ----------- | -------------- |
| Día 1 Viernes 31 | TC1   | Vigo 1       | 2,23 km   | 18:27 | Álvaro Muñiz   | 1:34.0  | 85.4 km/h   | Álvaro Muñiz   |
| Día 1 Viernes 31 | TC2   | Nigran 1     | 16,71 km  | 18:55 | Luis Monzón    | 10:48.3 | 92.79 km/h  | Luis Monzón    |
| Día 1 Viernes 31 | TC3   | Vigo 2       | 2,23 km   | 20:38 | Álvaro Muñiz   | 1:33.0  | 86.32 km/h  | Luis Monzón    |
| Día 1 Viernes 31 | TC4   | Nigran 2     | 16,71 km  | 21:06 | Luis Monzón    | 10:46.4 | 93.06 km/h  | Luis Monzón    |
| Día 2 Sábado 1   | TC5   | Fornelos 1   | 30,32 km  | 9:57  | Sergio Vallejo | 18:04.7 | 100.63 km/h | Alberto Meira  |
| Día 2 Sábado 1   | TC6   | Ponteareas 1 | 17,20 km  | 10:58 | Alberto Meira  | 10:41.4 | 96.54 km/h  | Alberto Meira  |
| Día 2 Sábado 1   | TC7   | As Neves 1   | 14,02 km  | 13:08 | Luis Monzón    | 8:21.7  | 100.60 km/h | Alberto Meira  |
| Día 2 Sábado 1   | TC8   | Ponteareas 2 | 17,20 km  | 13:41 | Luis Monzón    | 10:36.2 | 97.33 km/h  | Alberto Meira  |
| Día 2 Sábado 1   | TC9   | Fornelos 2   | 30,32 km  | 16:03 | Sergio Vallejo | 17:59.3 | 101.13 km/h | Sergio Vallejo |
| Día 2 Sábado 1   | TC10  | As Neves 2   | 14,02 km  | 17:18 | Luis Monzón    | 8:25.5  | 99.85 km/h  | Sergio Vallejo |

## Clasificación final
| Pos. | Piloto              | Copiloto          | Automóvil                  | Tiempo    | Diferencia |
| ---- | ------------------- | ----------------- | -------------------------- | --------- | ---------- |
| 1.   | Sergio Vallejo      | Diego Vallejo     | Porsche 997 GT3            | 1:39:59.8 | 0.0        |
| 2.   | Alberto Meira       | David Vázquez     | Mitsubishi Lancer Evo X    | 1:40:16.1 | +16.3      |
| 3.   | Miguel Ángel Fuster | Dani Cué          | Porsche 997 GT3            | 1:41:17.0 | +1:17.2    |
| 4.   | Víctor Senra        | José Pintor       | Mitsubishi Lancer Evo X    | 1:42:05.0 | +2:05.2    |
| 5.   | Alejandro Pais      | Santiago Pais     | Mitsubishi Lancer Evo X    | 1:43:56.2 | +3:56.4    |
| 6.   | Luis Monzón         | José Carlos Déniz | Mini John Cooper Works WRC | 1:44:43.2 | +4:43.4    |
| 7.   | Joan Carchat        | Alberto Garduño   | Renault Mégane RS          | 1:45:02.8 | +5:03.0    |
| 8.   | Joan Vinyes         | Jordi Mercader    | Suzuki Swift S1600         | 1:46:37.4 | +6:37.6    |
| 9.   | Surhayen Pernía     | Juan Luis García  | Mitsubishi Lancer Evo X    | 1:47:16.1 | +7:36.3    |
| 10.  | Alberto Otero       | Ramón López       | Renault Twingo RS R2       | 1:51:03.6 | +11:03.8   |